# Tòa nhà văn phòng Szczecin Voivodeship

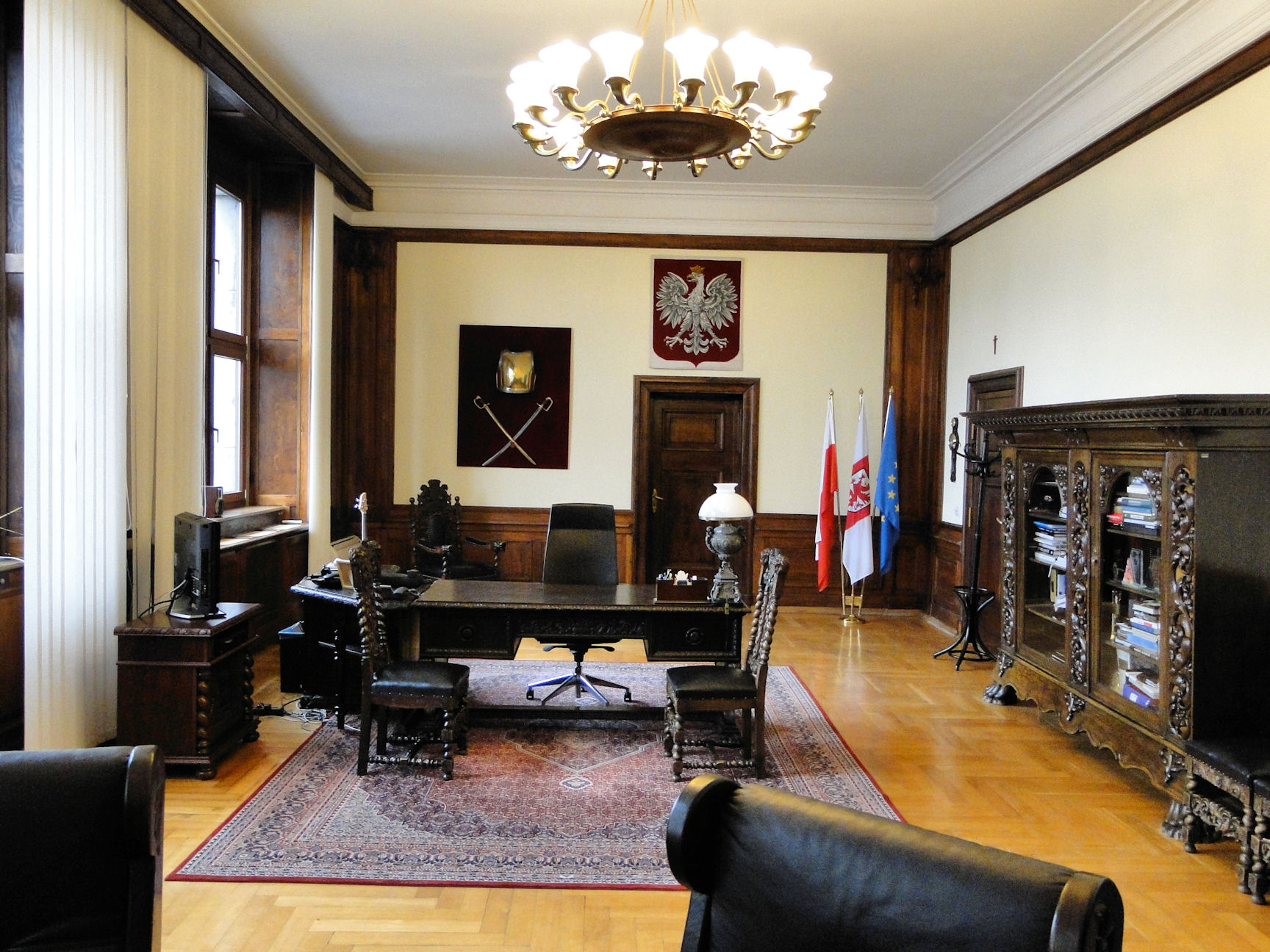
Nội các thống đốc

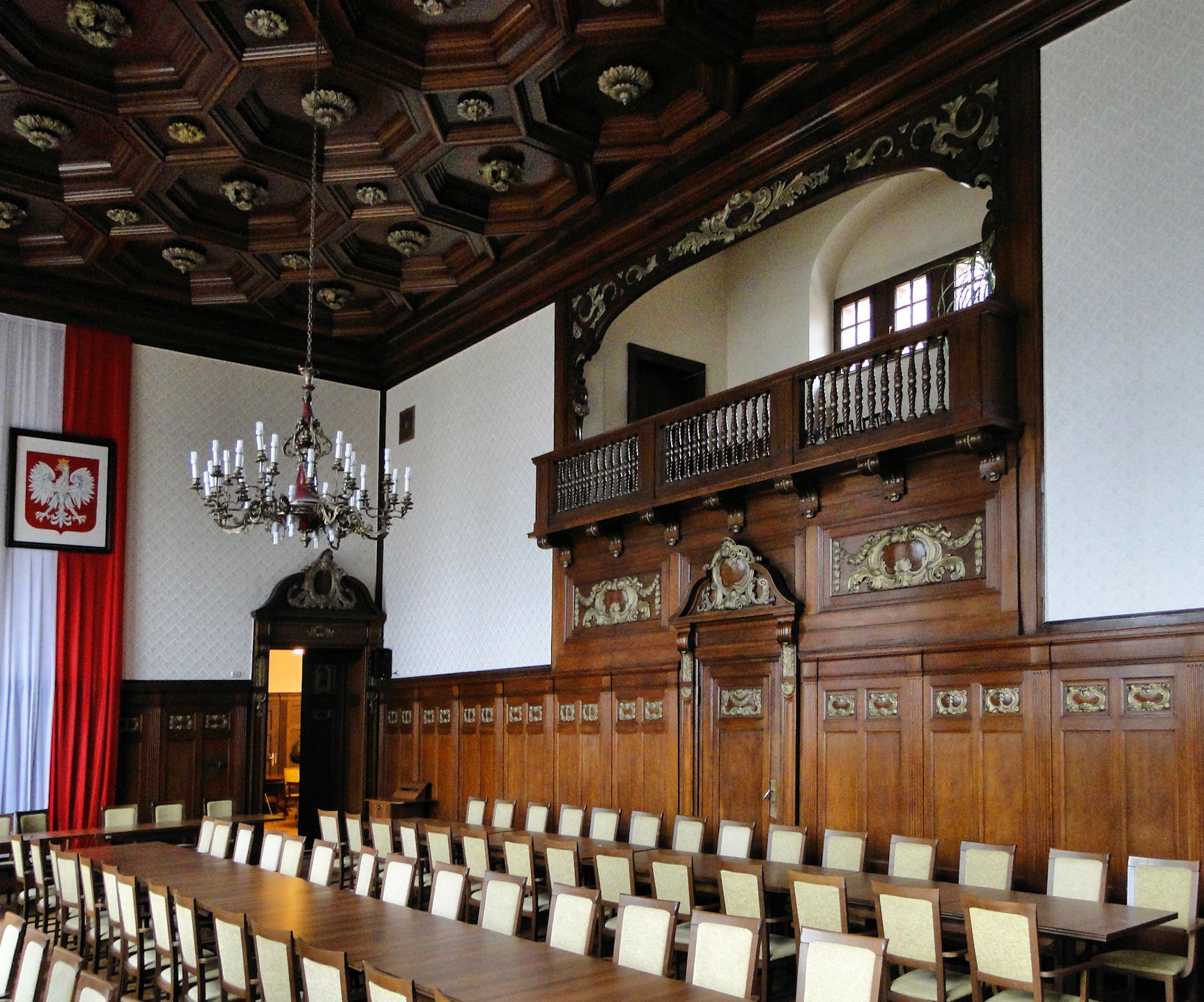
Phòng họp

Tòa nhà Văn phòng Voivodeship Szczecin - một tòa nhà hành chính lịch sử được khai trương vào năm 1911, tọa lạc tại Wały Chrobrego ở Szczecin. 

## Lịch sử
Nhà thiết kế chính là kiến trúc sư đến từ Berlin - Paul Kieschke. Sau khi ông qua đời vào năm 1905, Paul Lehmgrzignner tiếp tục dự án và giám sát việc xây dựng. Công việc bắt đầu vào năm 1906 trên mảnh đất có kích thước 12860 mét vuông, được mua với giá 392 000 marks. Do hình dạng địa hình và tàn dư của Pháo đài Leopold nằm ở đây trước đó, công việc xây dựng thích hợp đã được tiến hành trước bởi các công trình đất quy mô lớn bao gồm các cây cầu khác, thay thế nền than bùn, khu vực thoát nước, v.v. Tòa nhà được xây dựng trên nền móng bê tông vững chắc ở những nơi thấp hơn mặt đường 11 m. Kết quả của gần sáu năm làm việc xây dựng đang diễn ra là một quần thể hoành tráng gồm ba tòa nhà được kết nối bởi một mặt tiền chung, được trang trí phong phú. Phong cách đề cập đến cấu trúc của chủ nghĩa lịch sử Đức, nhấn mạnh vào các phần đặc biệt của miền bắc Phục hưng. Khu phức hợp có hai sân trong và hai tòa tháp, một trong số đó, cao 72 m, vượt qua một nhân vật Thủy thủ [hình ảnh]. Nhiều phòng trong tòa nhà có một nhân vật đại diện, và giữ lại trang trí ban đầu (bao gồm: sảnh chính, cầu thang, hội nghị).
Tòa nhà được hoàn thành vào năm 1911. Phần trung tâm của nó được chụp bởi Đoàn chủ tịch Chính phủ (Regierungspräsidium) của Vùng Stettin. Phần phía nam là nhà chính thức của tổng thống khu vực. Ở phía bắc là vị trí của tổ hợp văn phòng, các tổ chức biển như Cơ quan Hàng hải, Cơ quan Lloyd, Cảnh sát và Cơ quan Kỹ thuật Thủy lực Cảng.
Chi phí đầu tư lên tới 3,53327 triệu marks. Tổng diện tích của các tòa nhà là 19451 mét vuông.
Tòa nhà không bị hư hại trong vụ đánh bom Szczecin trong Thế chiến II.
Tòa nhà hiện tại của Văn phòng Khu vực là trụ sở đầu tiên của các đô thị Ba Lan với Piotr Zaremba dẫn đầu, người vào ngày 30 tháng 4 năm 1945 đã ra lệnh treo cờ Ba Lan trên nóc tòa nhà.
Năm 1985, tòa nhà của Văn phòng Khu vực đã được đưa vào sổ đăng ký di tích.
Vào năm 2011, nhân kỷ niệm 100 năm tồn tại, tòa nhà được lên kế hoạch cho công chúng tham gia, bao gồm các tuyến du lịch hấp dẫn bao gồm cả dưới lòng đất (với đường hầm chưa được khai thác, ngập trong đường hầm nước] theo hướng về phía sông Oder) và các tòa tháp (ở đây lần lượt là một bộ sưu tập các máng xối, được người Đức tập hợp trong mục đích không xác định có thể được chiêm ngưỡng.

## Hình ảnh

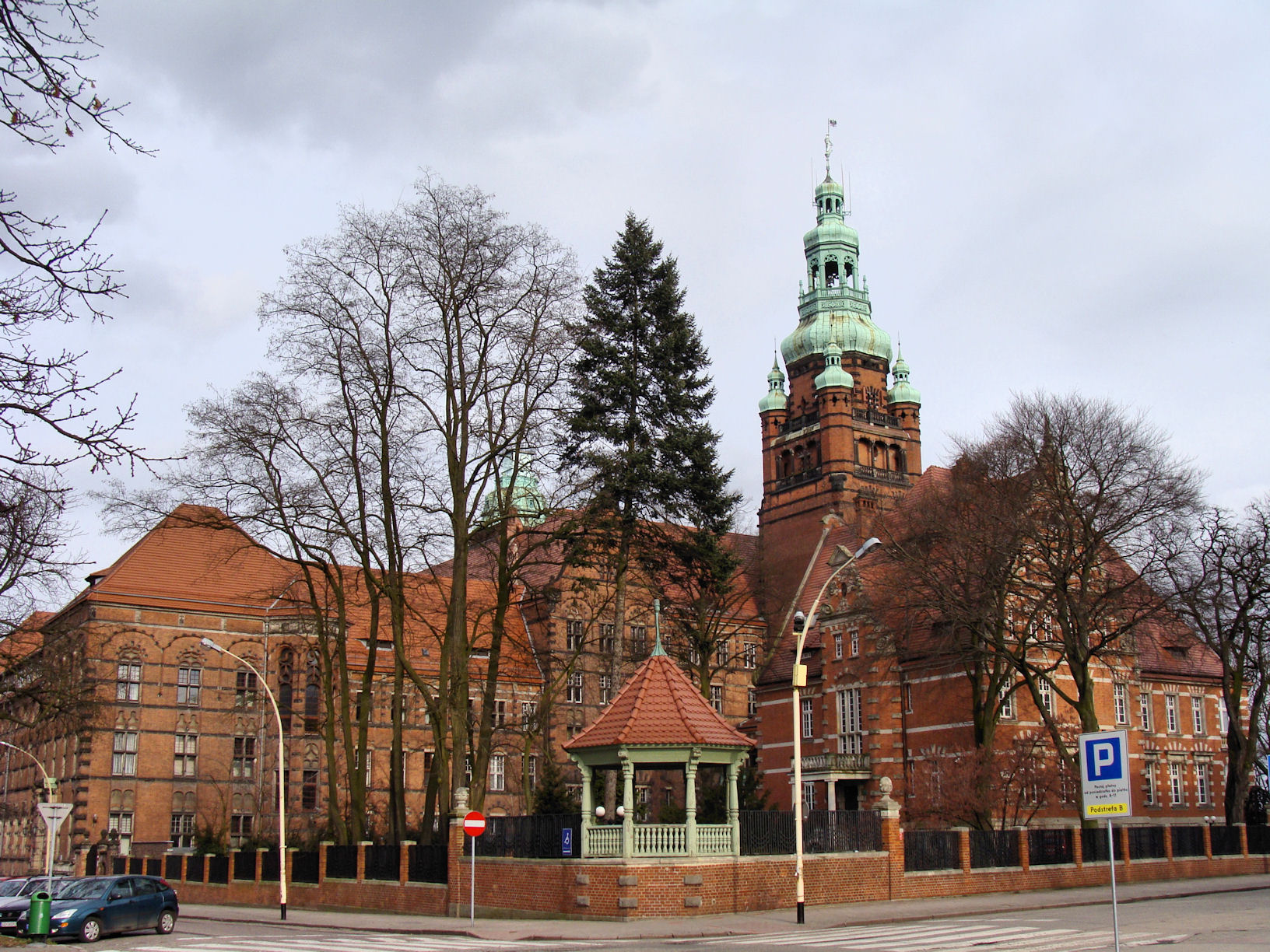
Xem từ pl. Mickiewicz
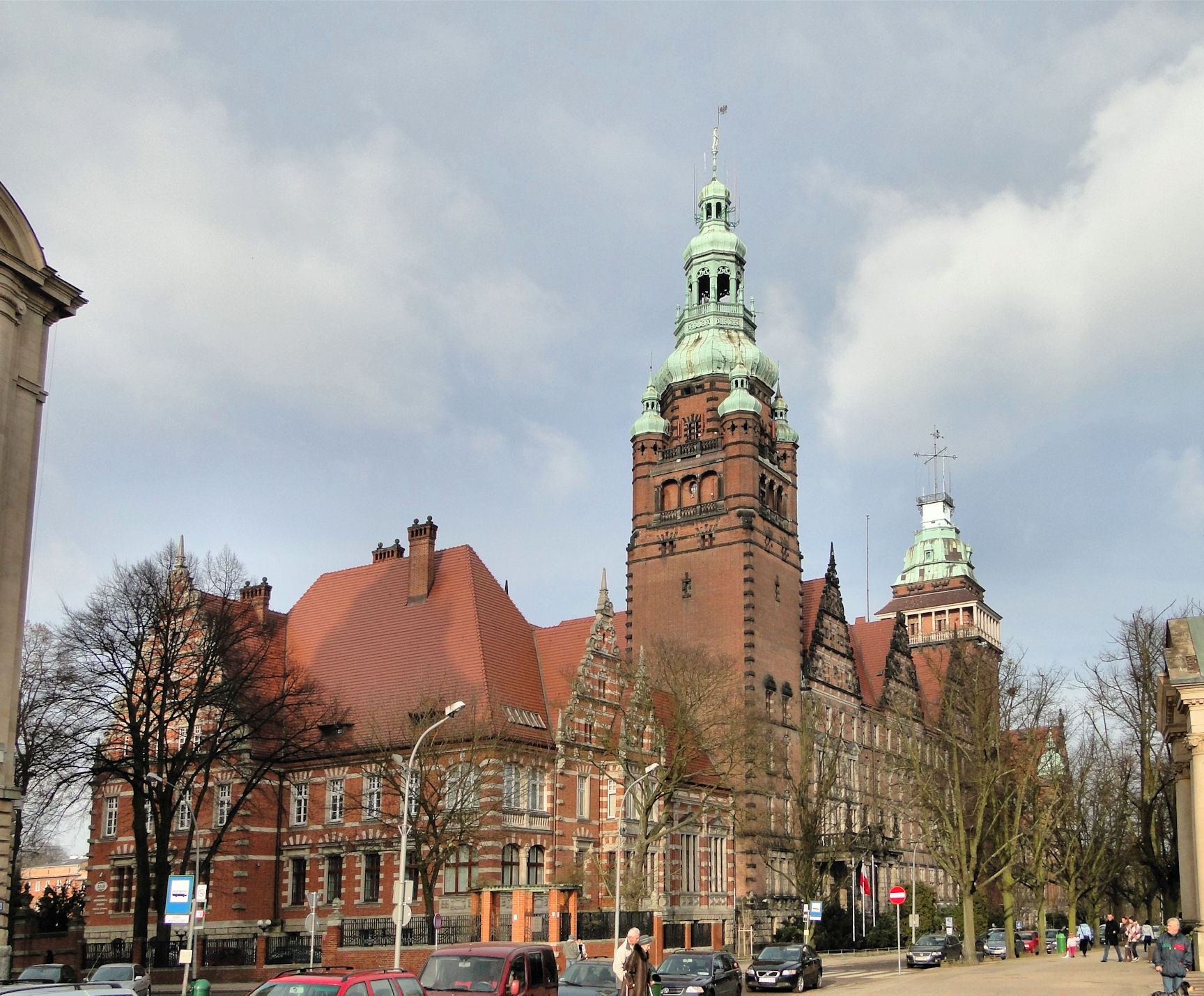
Nhìn từ bờ kè
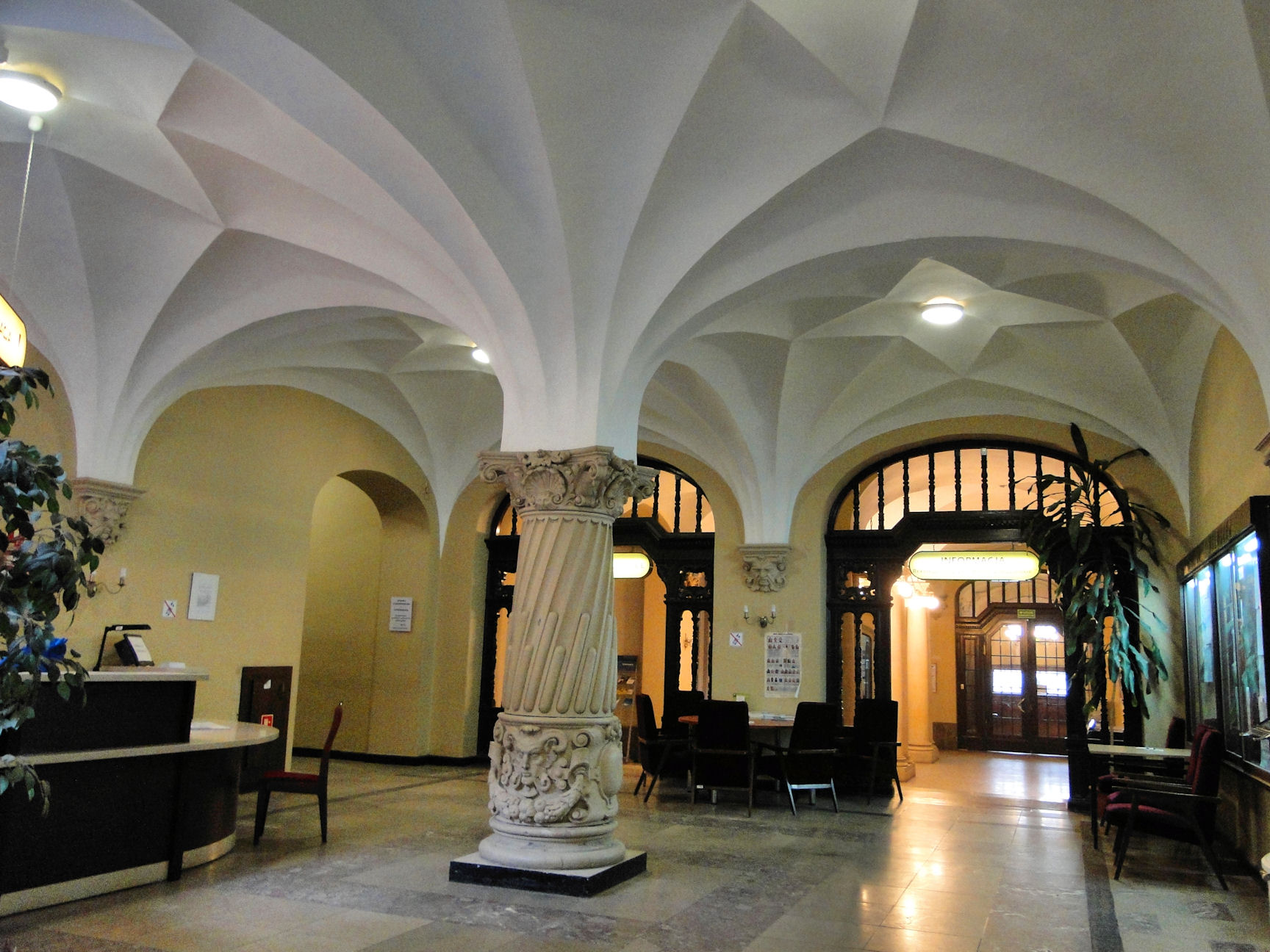
Hội trường chính
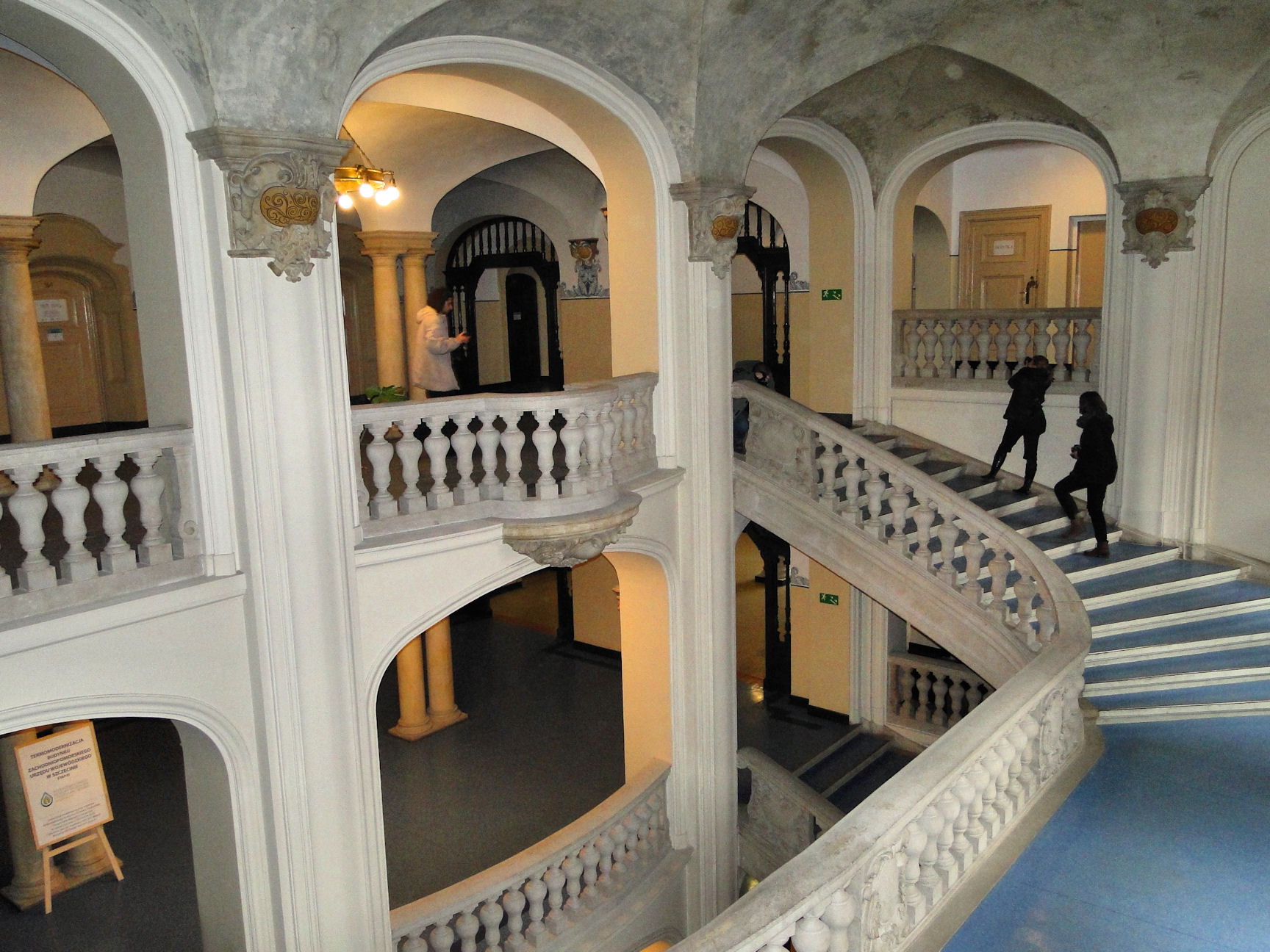
Cầu thang